# Центральная академия драмы
Центральная академия драмы (кит. упр. 中央戏剧学院, пиньинь Zhōngyāng Xìjù Xuéyuàn) — академия искусств в Пекине, Китай.
Академия была создана в апреле 1950 года. Название было дано Мао Цзэдуном. Возникла в результате слияния Академии художеств имени Лу Синя в Яньани, художественной школы Северо-Китайского университета и Национального драматического колледжа в Нанкине. Выпускниками академии являются известные китайские актеры, актрисы, режиссёры: Чжан Цзыи, Цзян Вэнь, Гун Ли.
Считается одной из наиболее престижных академий искусств в Азии и одной из трёх самых престижных театральных школ в Китае (две другие — Пекинская киноакадемия и Шанхайская театральная академия).
Структура академии включает факультеты актёрского мастерства, танцевального искусства, режиссуры, драматургии, киноведения и художественного администрирования.